# Mantak Chia
Mantak Chia (chino:谢明德, pinyin: Xie Mingde) (4 de abril de 1944 - Bangkok, Tailandia) es un maestro, instructor, profesor y escritor taoísta conocido por la enseñanza de la práctica de la misma filosofía bajo el nombre de Tao Curativo, Tao yoga, sistema del Tao universal curativo y qigong. A lo largo de décadas de enseñanza ha dirigido numerosos talleres y escrito una serie de libros, conjunto a una serie de videos de entrenamiento. 
En sus enseñanzas destaca especialmente el cultivo de la energía Chi o Qi (en chino simplificado, 气; en chino tradicional, 氣; Wade-Giles: ch'i).

## Biografía
Mantak Chia, nació en una familia china en Tailandia en 1944. Comenzó a estudiar técnicas budistas para "aquietar la mente" a la edad de seis años, y más tarde estudió boxeo tailandés Muay Thai, taichí chuan, kung-fu y prácticas taoístas y budistas de varios maestros, incluyendo el Zen. De todos sus maestros, el más influyente fue Yi Eng (Nube Blanca), un eremita miembro de la secta Dragon's Gate , de la escuela taoísta Quanzhen (Completa Perfección) (chino :道家全真龙门派), que enseñó a Mantak Chia un sistema completo de formación taoísta y le autorizó a enseñar y curar. Más tarde, estudió anatomía y ciencia médica occidental durante dos años para comprender mejor los mecanismos fisiológicos que sustentan la teoría de la energía curativa.
Estableció su primera escuela de Tao Curativo Universal en Tailandia en 1974, después de sistematizar su conocimiento del taoísmo. Fundó el Universal Healing Tao Center (originalmente llamado Taoist Esoteric Yoga Center) en Nueva York en 1979. El centro atrajo a una amplia variedad de estudiantes europeos y americanos, y algunos de ellos colaboraron en gran medida en la enseñanza de prácticas taoístas para estudiantes occidentales. Volvió a Tailandia en 1994 y comenzó a construir el Universal Tao Training Center—Tao Garden en Chiang Mai. Sus programas primarios de enseñanza se llevan a cabo en el Tao Garden, pero viaja a Europa y América del Norte cada año para enseñar y promover las prácticas del Tao Curativo.
Ha trabajado en estrecha colaboración con sus alumnos occidentales instruidos en estudios esotéricos, como Michael Winn, Yudelove Eric y Dennis Lewis, para transmitir con éxito las teorías y prácticas taoístas para el público occidental. Su exesposa Maneewan Chia también ha sido coautora de algunos de sus libros de enseñanza.

## Obras publicadas en español
- Automasaje chi: sistema taoísta de rejuvenecimiento, Mantak Chia, Sirio, 1990,isbn 9788478080786.
- Sistemas taoístas para transformar el estrés en vitalidad, Mantak chia, Sirio, 1990 isbn 9788478080793.
- El hombre multiorgásmico: secretos sexuales que todo hombre debería conocer, Mantak Chia, Douglas Abrams Arava, Neo-person, 1997, isbn 9788488066411
- Despierta la luz curativa, Mantak Chia y Maneewan Chia, Neo-person, 1999, Isbn 9788488066695.
- Despierta la energía curativa a través del tao: el secreto taoísta para hacer circular la energía interna, Mantak Chia, Equipo Difusor del Libro, S.L., 2000, isbn 9788495593009.
- Secretos taoístas del amor: cultivando la energía sexual masculina, Michael Winn, Chia Mantak, Equipo Difusor del Libro, S.L., 2000, isbn 9788495593016.
- Amor curativo a través del tao: cultivando la energía sexual femenina, Mantak Chia, Maneewan Chia, Mirach, S.A., 2000, isbn 9788487476464.
- Nei kung de la médula ósea, Mantak Chia, Maneewan Chia, Sirio, 2001, isbn 9788478081615.
- Chi Kung: camisa de hierro, Mantak Chia, Sirio, 2001.
- Fusión de los cinco elementos, Mantak Chia y Maneewan Chia, Sirio, 2001.
- Chi-Nei Tsang II: masaje chi de los órganos internos, Mantak Chia, Sirio, 2001.
- Tao Yin: ejercicios para el rejuvenecimiento, la salud y la longevidad, Mantak Chia, Sirio, 2001.
- Terapia cósmica I: chi kung cósmico, Chia Mantak, Sirio, 2002.
- Reflexologia sexual: activando los puntos taoístas del amor, William u. Wei y Mantak chia, Neo-person, 2002.
- Terapia cósmica II: cosmología taoísta y sanación universal, Mantak Chia y Dirk Oellibrandt, Sirio, 2003.
- La puerta de todas las maravillas: aplicación del tao te ghing, Mantak Chia y Tao Huang, Sirio, 2003.